# Normanville (Eure)
Normanville település Franciaországban, Eure megyében. Lakosainak száma 1164 fő (2022. január 1.). Normanville Aviron, Le Boulay-Morin, Émalleville, Gravigny és Reuilly községekkel határos.

## Népesség
A település népességének változása:
| Lakosok száma | 305  | 790  | 1142 | 1115 | 1079 | 1105 | 1073 | 1133 | 1105 | 1164 |
|               | 1968 | 1982 | 1990 | 2006 | 2013 | 2015 | 2017 | 2019 | 2020 | 2022 |